# ソロモン諸島の首相
ソロモン諸島の首相（Prime Minister of the Solomon Islands）は、ソロモン諸島の行政府の長たる首相。
国民議会議員による首相指名選挙により選出される。首相官邸はホニアラにあるレッドハウスである。

## 歴代首相
| 代  | 氏名                                | 就任日         | 退任日         | 政党                                            |
| --- | ----------------------------------- | -------------- | -------------- | ----------------------------------------------- |
| 1   | ピーター・ケニロレア (1期目)        | 1978年7月7日   | 1981年8月31日  | ソロモン諸島統一党                              |
| 2   | ソロモン・ママロニ (1期目)          | 1981年8月31日  | 1984年11月19日 | 人民連合党                                      |
| (1) | サー・ ピーター・ケニロレア (2期目) | 1984年11月19日 | 1986年12月1日  | ソロモン諸島統一党                              |
| 3   | エゼキエル・アレブア                | 1986年12月1日  | 1989年3月28日  | ソロモン諸島統一党                              |
| (2) | ソロモン・ママロニ (2期目)          | 1989年3月28日  | 1993年6月18日  | 人民連合党 / 国民統一・和解グループ             |
| 4   | サー フランシス・ビリー・ヒリー     | 1993年6月18日  | 1994年11月7日  | 超党派 / 国民連合パートナーシップ               |
| (2) | ソロモン・ママロニ (3期目)          | 1994年11月7日  | 1997年8月27日  | 国民統一・和解グループ                          |
| 5   | バーソロミュー・ウルファアル        | 1997年8月27日  | 2000年6月30日  | ソロモン諸島自由党–変革のためのソロモン諸島同盟 |
| 6   | マナセ・ソガバレ (1期目)            | 2000年6月30日  | 2001年12月17日 | 人民進歩党                                      |
| 7   | サー・ アラン・ケマケザ             | 2001年12月17日 | 2006年4月20日  | 人民連合党                                      |
| 8   | スナイダー・リニ                    | 2006年4月20日  | 2006年5月4日   | 独立議員協会                                    |
| (6) | マナセ・ソガバレ (2期目)            | 2006年5月4日   | 2007年12月20日 | ソロモン諸島社会信用党                          |
| 9   | デリック・シクア                    | 2007年12月20日 | 2010年8月25日  | ソロモン諸島自由党                              |
| 10  | ダニー・フィリップ                  | 2010年8月25日  | 2011年11月16日 | 改革民主党                                      |
| 11  | ゴードン・ダルシー・リロ            | 2011年11月16日 | 2014年12月9日  | 改革と進歩のための国民連合                      |
| (6) | マナセ・ソガバレ (3期目)            | 2014年12月9日  | 2017年11月15日 | OUR党                                           |
| 12  | リック・ホウエニプウェラ            | 2017年11月15日 | 2019年4月24日  | 民主同盟党                                      |
| (7) | マナセ・ソガバレ (4期目)            | 2019年4月24日  | 2024年5月2日   | OUR党                                           |
| 13  | ジャーマイア・マネレ                | 2024年5月2日   |                | OUR党                                           |